# El Anatsui

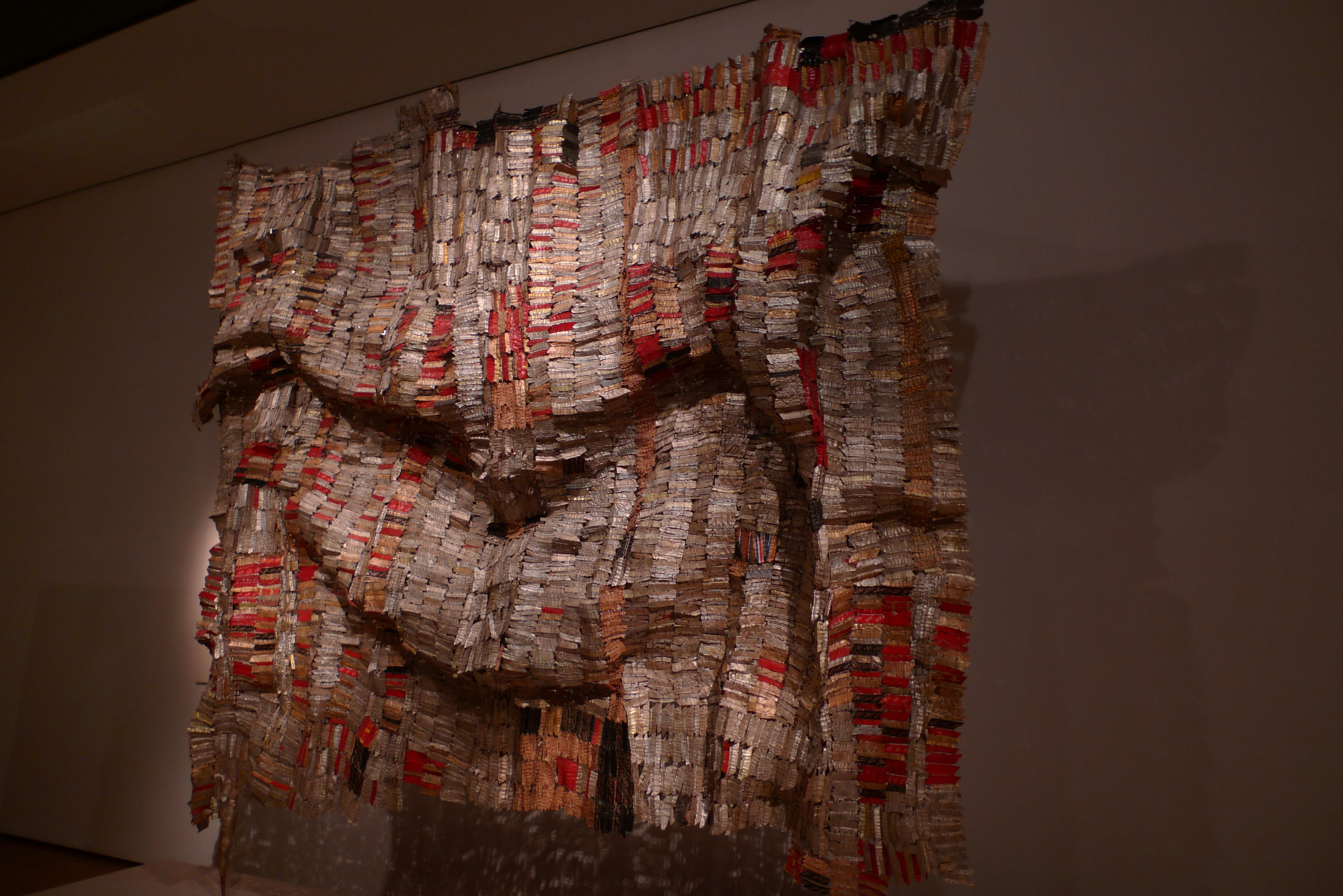
Man's Cloth (1998–2001) von El Anatsui, ausgestellt im British Museum

El Anatsui (* 4. Februar 1944 in Anyako) ist ein ghanaischer Bildhauer.

## Leben und Werk
Anatsui wurde in Anyako in der Volta Region geboren und studierte am College of Art der Kwame Nkrumah University of Science and Technology in Kumasi, Zentral-Ghana. Seine Lehrtätigkeit begann 1975 an der University of Nigeria in Nsukka, wo er sich der Nsukka-Künstlergruppe anschloss.
Anatsuis bevorzugte Materialien sind Holz und Ton, mit denen er Objekte kreiert, die auf traditionellen ghanaischen Mythen und anderen Themen beruhen. Er hat Holz mit der Kettensäge bearbeitet und mit dem Azetylenbrenner geschwärzt. In neuerer Zeit hat er sich der Installationskunst zugewandt. Einige seiner Werke erinnern an Kente-Tücher. Neben ghanaischen Motiven verwendet Anatsui auch Uli- und Nsibidi-Designs.
El Anatsuis Arbeiten werden in der ganzen Welt ausgestellt, so im Metropolitan Museum of Art, New York (2008–09); National Museum of African Art, Washington, D.C. 2001 und 2008; Biennale di Venezia 1990 und 2007; Hayward Gallery London (2005); Liverpool Biennale (2002); Centre de Cultura Contemporània de Barcelona (2001); und der 8. Osaka Triennale (1995). Die Retrospektive When I Last Wrote to You About Africa eröffnete im Oktober 2010 im Royal Ontario Museum in Toronto, Kanada und reiste in den folgenden drei Jahren durch Nordamerika. Im Jahr 2019 eröffnete die von Okwui Enwezor in Zusammenarbeit mit Chika Okeke-Agulu kuratierte Retrospektive Triumphant Scale im Haus der Kunst in München, mit weiteren Stationen im Mathaf in Doha, im Kunstmuseum Bern und dem Guggenheim-Museum in Bilbao.

## Preise und Auszeichnungen
- 2009 Prinz-Claus-Preis
- 2014 wurde El Anatsui in die American Academy of Arts and Sciences gewählt
- 2015 Goldener Löwe – Ehrenpreis für ein Lebenswerk der 56. Biennale di Venezia
- 2017 Praemium Imperiale
- 2018 Ehrenmitglied der American Academy of Arts and Letters[13]